# Capela Memorial Heinz
A Capela Memorial Heinz é um marco histórico da fundação da história e dos marcos de Pittsburgh e uma propriedade contribuinte ao distrito histórico americano das Fazendas de Schenley no terreno da Universidade de Pittsburgh em Pittsburgh, Pensilvânia, Estados Unidos.

## História

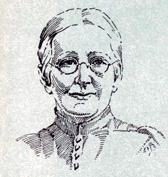
Anna Margaretta Heinz

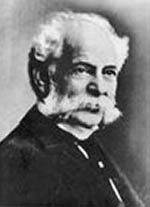
Henry J. Heinz

A capela foi um presente do alemão-americano Henry John Heinz, fundador da H. J. Heinz Company, que queria homenagear sua mãe, Anna Margaretta Heinz, com um prédio na universidade. Após a sua morte em 1919, os três filhos sobreviventes de Heinz (Howard, Irene e Clifford) acrescentaram ao seu legado a fim de recordar a sua avó e honrar o seu pai. Sua escolha de uma capela para um memorial foi guiada pelos conceitos de educação e religião que Anna Margaretta Heinz imbuiu em seus filhos.
Howard Heinz, o chanceler John Gabbert Bowman e Joh Weber, gerente de negócios e secretário da universidade, foram a energia motriz por trás do conceito e da execução da capela. Trabalhando com eles estavam outros membros da família Heinz, e dois clérigos conhecidos, o Dr. Hugh Thomson Kerr, pastor da Igreja Presbiteriana de Shadyside, e o Dr. Henry Sloane Coffin, presidente do Union Theological Seminary.
O solo foi quebrado em 1933 e a pedra angular foi colocada em 1934. Na dedicação da capela em 20 de novembro de 1938, Howard Heinz falou do significado da capela do memorial:
Está localizado em uma comunidade onde meu pai nasceu e viveu sua vida. Está no campus de uma universidade. Como parte dessa universidade, dedica-se à cultura e à compreensão da resposta à beleza e ao culto religioso.
O Chanceler Bowman comentou na colocação da pedra angular:
A capela é projetada como um centro apropriado de culto que, de várias maneiras, surgirá na Universidade. O caráter, intensidade, o nível desse culto pode mudar de geração para geração. A maré espiritual nos homens sobe e desce. Através dessas mudanças, porém, a Capela permanecerá calma e imperturbável.
Desde a sua dedicação, a família Heinz e suas filantropias, bem como doações privadas de vários outros indivíduos, forneceram apoio financeiro contínuo. Em 1996, um acréscimo ao lado norte da capela, contendo um elevador, forneceu uma estrutura permanente que permite a acessibilidade total para pessoas com deficiências. Este acréscimo de 1,25 milhão de dólares, projetado pela Landmark Design Associates, foi financiado com doações da Heinz Endowments e fundos de capital da universidade.

## Linha do tempo histórica

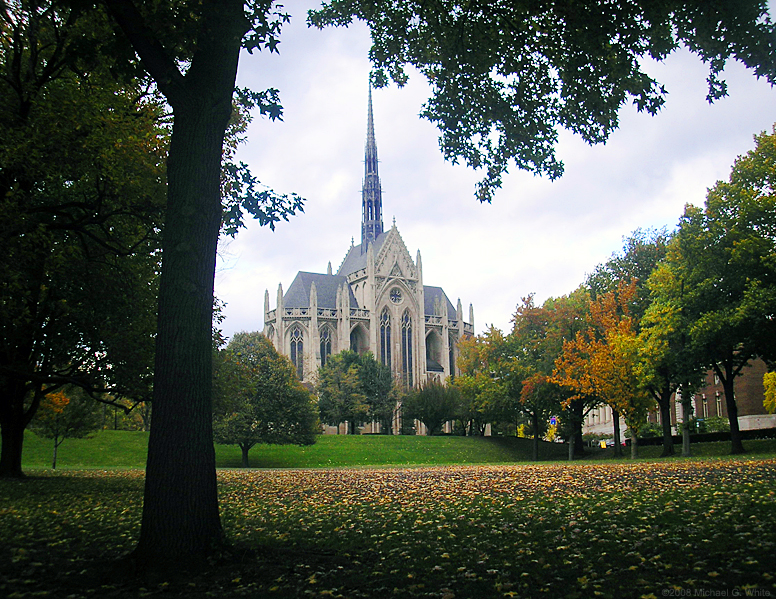
Lado sul da Capela Heinz no outono

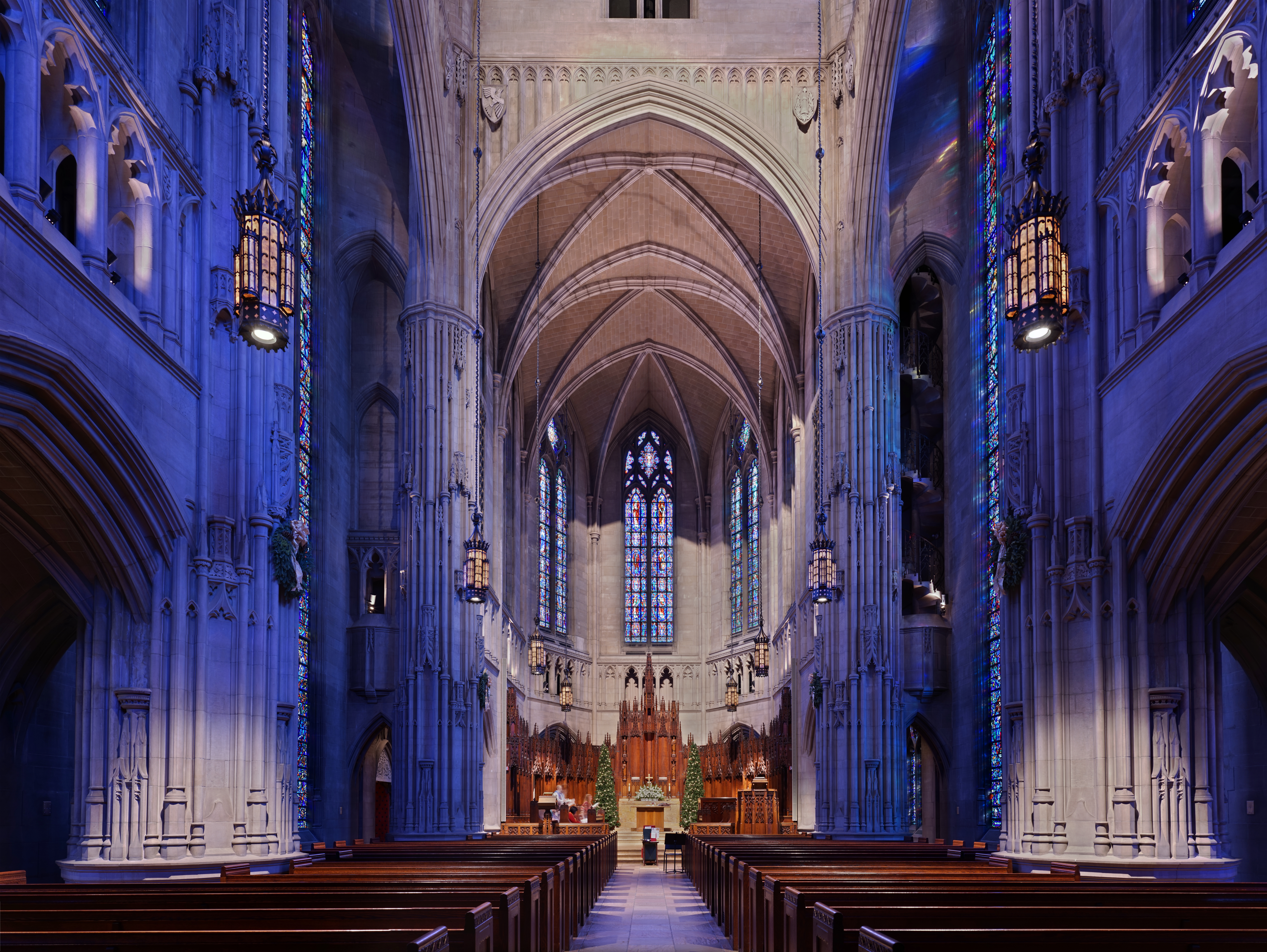
Interior da Capela Heinz

- Janeiro de 1914 - O Pittsburgh Gazette Times anuncia o presente de cem mil dólares de Henry John Heinz para erigir um prédio em memória de sua mãe, Anna Margaritta Heinz. Uma carta dirigida ao conselho de administração da Universidade de Pittsburgh, de HJ Heinz, afirma que o edifício deve ser "usado exclusivamente para as atividades religiosas e sociais do corpo estudantil da universidade".
- 04 de novembro de 1929 - Um ato de presente é elaborado entre Howard Heinz, Clifford Heinz e Irene E. Given e da Universidade de Pittsburgh.
- 15 de agosto de 1933 - Será realizada a inauguração da Capela do Memorial Heinz pela WF Trimble and Sons, General Contractors.
- Fevereiro de 1934 - Cerimônias de assentamento de pedra angular foram realizadas.
- 20 de junho de 1934 - Um contrato foi assinado por Howard Heinz por 24 mil dólares para comprar o órgão de tubos Aeolian-Skinner Opus 922; o instrumento continha aproximadamente 4.295 tubos e 89 paradas.
- 20 de novembro de 1938 - A capela foi dedicada às 2:30   pm, assim que a instalação do instrumento Skinner estivesse completa. O Dr. Russell G. Wichmann, o primeiro organista da Capela Heinz, tocou na dedicação. O quarteto da Igreja Presbiteriana de Shadyside, dirigido por ele, e o Chorus da Universidade de Pittsburgh participaram.
- 23 de novembro de 1938 - O primeiro culto estudantil foi realizado na capela - um culto do Dia de Ação de Graças realizado um dia antes. Dr. Wichmann serviu como organista, acompanhando o Coral da Universidade de Pittsburgh. A Revista Alumni informou que todos os assentos foram preenchidos bem antes do início programado do serviço. De acordo com os estudantes presentes, centenas de estudantes foram recusados.
- 1938 - Rev. Raymond F. Brittain, do Departamento de História da Religião da Universidade, foi nomeado diretor de programas religiosos na capela.
- 4 de janeiro de 1939 - Programas diários das 9h e 13h instituídos com quinze minutos de música para órgão, seguidos de dez minutos de leitura responsiva, canto e oração.
- 18 de dezembro de 1939 - O primeiro serviço das Vésperas na capela foi realizado às 2:30   PM
- 9 de abril de 1939 - Um programa mencionou pela primeira vez a "Orquestra Sinfônica da Universidade", para a Páscoa Vésperas. O conjunto incluía quatro violinos, duas violas e um violoncelo.
- 11 de janeiro de 1946 - A primeira cerimônia de casamento foi realizada na capela.[6]
- 1992 - Uma cena para o filme O óleo de Lorenzo é filmada em Heinz Chapel.[7]
- 1996 - Um acréscimo foi adicionado ao lado norte da capela.

## Usos

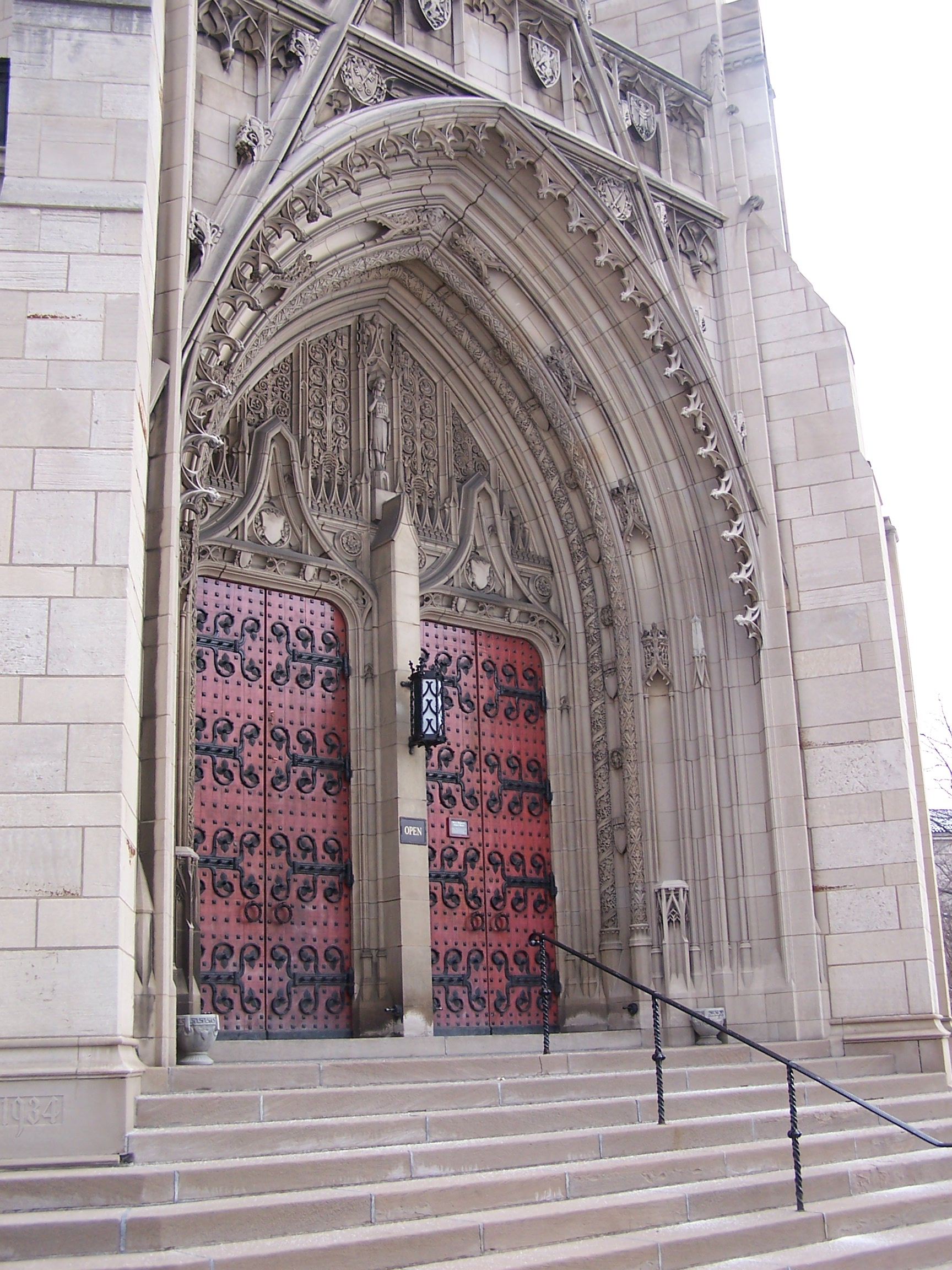
O tímpano e as portas principais

A Capela Memorial Heinz é usada para vários serviços religiosos, mas, como pretendido desde o início, é interdenominacional. A capela está aberta diariamente durante todo o ano, exceto nos feriados da Universidade, e cerca de 1.500 eventos envolvendo mais de 100.000 pessoas acontecem anualmente, incluindo serviços religiosos, casamentos, concertos, aulas, serviços comemorativos e visitas guiadas. Entre 170 e 190 casamentos, que são restritos aos afiliados da Universidade de Pittsburgh e aos funcionários da Heinz, são realizados todos os anos na capela.  Ele também serve como a casa do Coro da Capela Heinz.
Ao longo do ano letivo, o Coro Completo de 20 vozes de Pittsburgh, dirigido pelo Dr. Mark A. Boyle, canta Compline às 8:00 nas noites de domingo. A Ordem de Serviço usada pelo coro é uma versão expandida da Ordem para as Completas no Livro Luterano de Adoração. Completas na Heinz Chapel é um ministério do Centro Universitário Luterano e da Primeira Igreja Luterana no Centro de Pittsburgh.

## Design

### Arquitetura
A capela neogótica foi projetada por Charles Klauder, que também projetou a Catedral da Aprendizagem e o Memorial Stephen Foster no campus de Pitt. Ele foi auxiliado pelo arquiteto da Universidade AA Klimcheck. O Dr. John G. Bowman, Chanceler da Universidade, e o Sr. John Weber, Secretário da Universidade, a quem o Dr. Bowman enviou à Europa para estudar arquitetura de igrejas na capela, trabalharam de perto com o Sr. Klauder na tentativa de alcançar neste campus uma representação física do significado de uma capela universitária.
A forma da capela é a de um plano cruciforme modificado, abóbadas de pedra, tetos altos, arcos repetidos e uso extensivo de vidro que eram típicos da arquitetura acadêmica e religiosa americana desse período. São 146 pés (45 m) longo, 55 pés (17 m) largo no transepto e 100 pés (30 m) elevado na nave com o campanário a atingir 256 pés (78 m) acima do solo. As paredes da capela, por dentro e por fora, são de Calcário de Indiana.
Infelizmente, Klauder morreu apenas algumas semanas antes da dedicação da capela.
Em 1996, um alojamento de elevador de 1,3 milhão de dólares foi acrescentado ao lado norte da Capela Heinz, a fim de entrar em conformidade com o Americans with Disabilities Act.  A pequena adição foi projetada para se mesclar arquitetonicamente com o restante da capela.

### Trabalhos em pedra

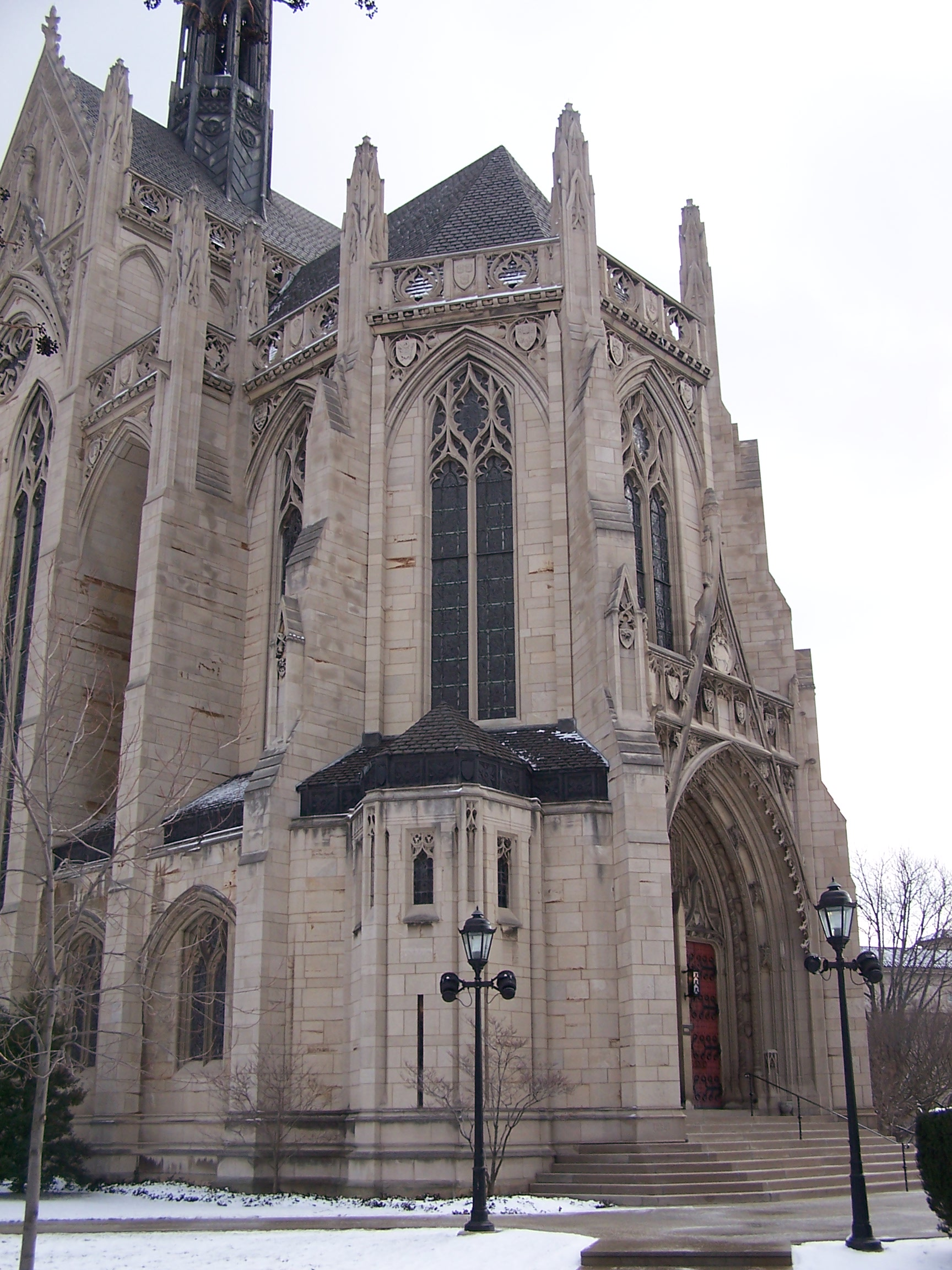
A entrada do narthex

Por dentro e por fora, as paredes da capela são de calcário cinza de Indiana. O forro interior é forrado com uma telha acústica estrutural que, embora seja um produto cerâmico, aproxima a pedra. O chão da capela é de pedra de pomar de caranguejo com ardósia verde de Vermont nos corredores laterais. O piso da capela-mor é de mármore, enquanto o próprio altar é de mármore da Numídia, importado do Egito.
As esculturas nas paredes da capela, de autoria do mestre pedreiro Joseph Gattoni, de Nova Iorque, seguem a tradição gótica da instrução pictórica e expressam o tema da capela de valores espirituais na educação. O estúdio de Charles Connick, que é mais conhecido por projetar os vitrais, também projetou uma grande parte da pedra da capela, incluindo os escudos em estilo gótico que adornam as paredes de pedra e o tímpano acima da porta principal que retrata a figura de Jesus. com símbolos do alfa e do ômega.

#### Fachada exterior
O tímpano, ou arco recuado sobre o portal principal, reflete tanto o ofício medieval de instrução pictórica quanto o interesse de Henry Heinz nos ensinamentos espirituais de sua igreja através de suas próprias experiências escolares dominicais, estabelecendo assim o tema para toda a Capela.
A figura principal é a do menino Jesus, relacionando Sua revelação juvenil aos médicos do Templo (Lucas 2: 46-57). Ele segura um livro inscrito com as primeiras e últimas letras do alfabeto grego, Alfa e Ômega, entre as quais todo o pensamento humano está contido.
À esquerda da figura de Jesus está a pequena figura de Moisés com as tábuas da lei. Abaixo de Moisés, entrelaçados nos ramos de um projeto da Árvore da Vida, há medalhões com retratos dos Profetas Isaías e Jeremias, os Patriarcas Abraão e Jacó, os Sacerdotes Arão e Melquisedeque e o Rei Davi.
À direita da figura de Jesus está a pequena figura de São Lucas, abaixo da qual estão novamente medalhões dentro de uma Árvore da Vida. Estes representam a progênie espiritual de São Lucas e Jesus: na caridade, São Francisco de Assis; na imaginação, Leonardo da Vinci; na compreensão, Newton; na cura, Pasteur; em eloqüência, Wordsworth ; na liderança, Lincoln; em pensamento, Emerson.
Do lado de fora, as insígnias das doze universidades mais antigas da Europa estão esculpidas em escudos nos frontões. Abaixo disso, os parapeitos de balaustrada são faculdades e universidades fundadas nos Estados Unidos antes de 1820. Os casebres por baixo mostram selos dos fundados depois de 1820 e os selos das faculdades femininas estão nos contrafortes.

#### Portal de entrada

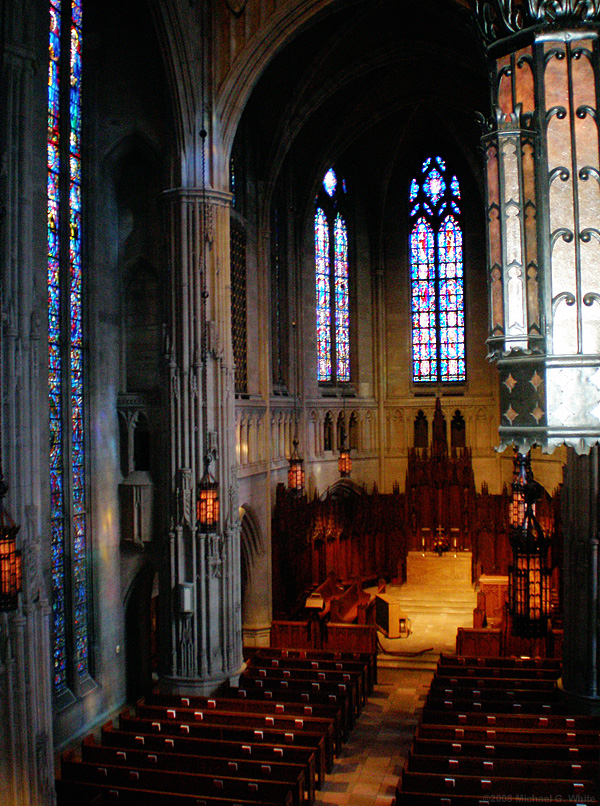
Interior da Capela Heinz, vista da sacada.

O selo da Universidade de Pittsburgh, na década de 1930, está logo acima da entrada principal e é ladeado pelo selo da cidade de Pittsburgh e da Pensilvânia. No interior, as esculturas de pedra incluem a Torá e a Bíblia, as beatitudes do Novo Testamento e os escudos dos doze apóstolos. As esculturas costumam pegar e estender o tema da janela mais próxima a elas.

#### Parapeitos
Nos frontões e na balaustrada que circundam o transepto em seu ponto mais alto e significam a dedicação da capela à educação, há escudos com a insígnia das doze universidades europeias mais antigas em ordem de sua fundação.
Ao longo do parapeito da balaustrada inferior, estão gravados os selos das faculdades e universidades americanas fundadas antes de 1820, por ordem de sua fundação. Os selos dos fundados depois de 1820 estão nas encrespadas sob o parapeito, e os selos das faculdades femininas estão entalhados nos contrafortes.

#### Nártex
À direita e à esquerda da entrada, no Nártex, dois escudos representam o Antigo e o Novo Testamento com o Pentateuco e a Bíblia.

#### Coro
Na base da fé, esperança e caridade janelas são os escudos dos doze apóstolos, cada um representado por seu símbolo.
Sob as janelas Justiça e Sabedoria, há catorze escudos representando as catorze bem-aventuranças ou dons da alma, conforme aparecem nas gravuras da Catedral de Chartres.

#### Porta norte

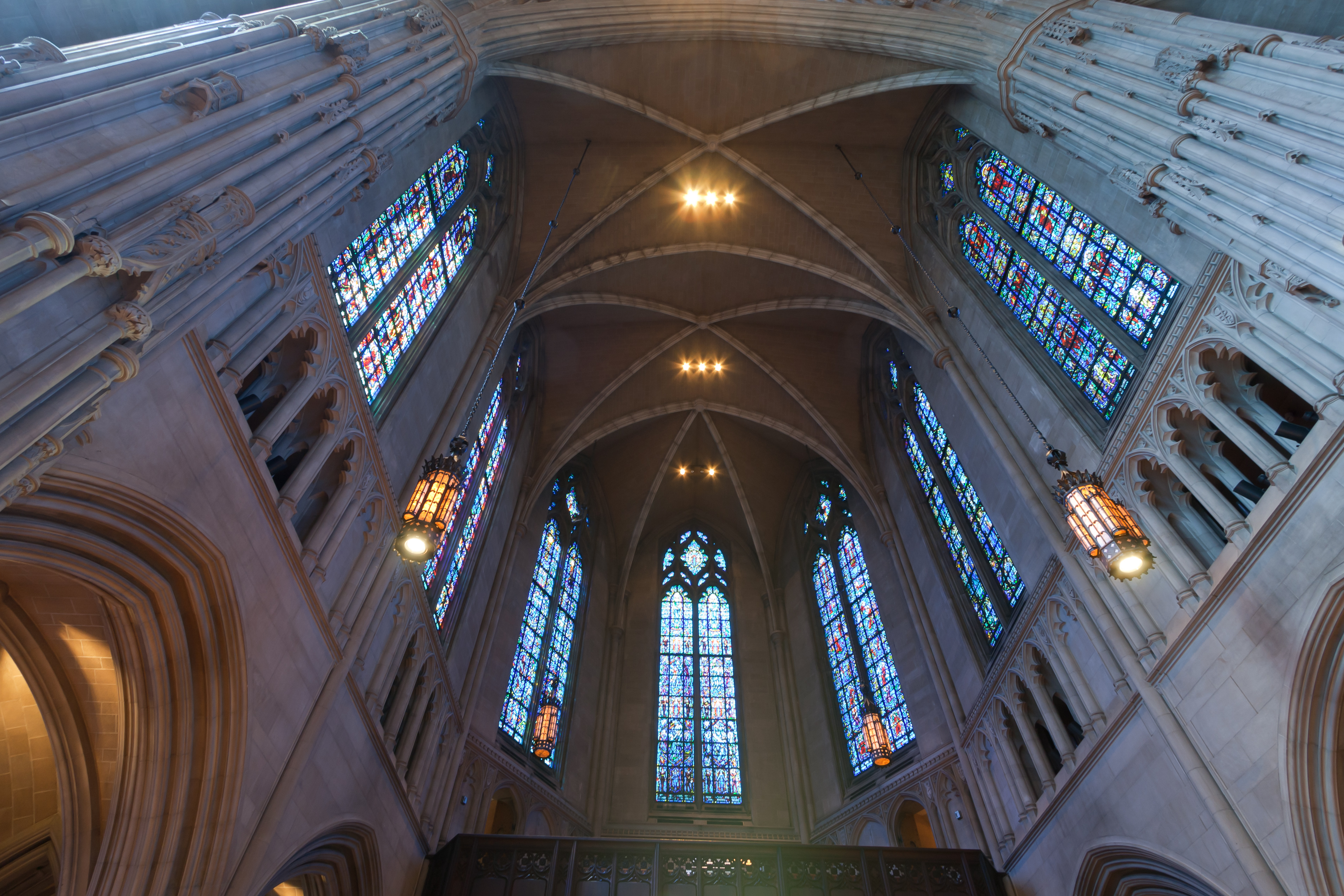
O clerestório da capela Heinz

Sobre a pequena porta à esquerda da capela-mor, à frente, está gravado o Monograma Sagrado, acima de uma Árvore da Vida. Ao lado da porta estão o unicórnio, símbolo da bondade, e a fênix, símbolo da imortalidade.

#### Portas Ambulatórias
De cada lado das portas que levam ao ambulatório estão escudos representando os quatro Profetas Maiores: Isaías (tenaz e carvão de altar em chamas), Jeremias (varinha com ponta de estrela), Ezequiel (tetramorfo) e Daniel (carneiro com chifres).

#### Escudos da janela do memorial
Ecoando o tema da janela estão os símbolos da música, a harpa e a lira, instrumentos primitivos usados em canções de louvor.

#### Transepto

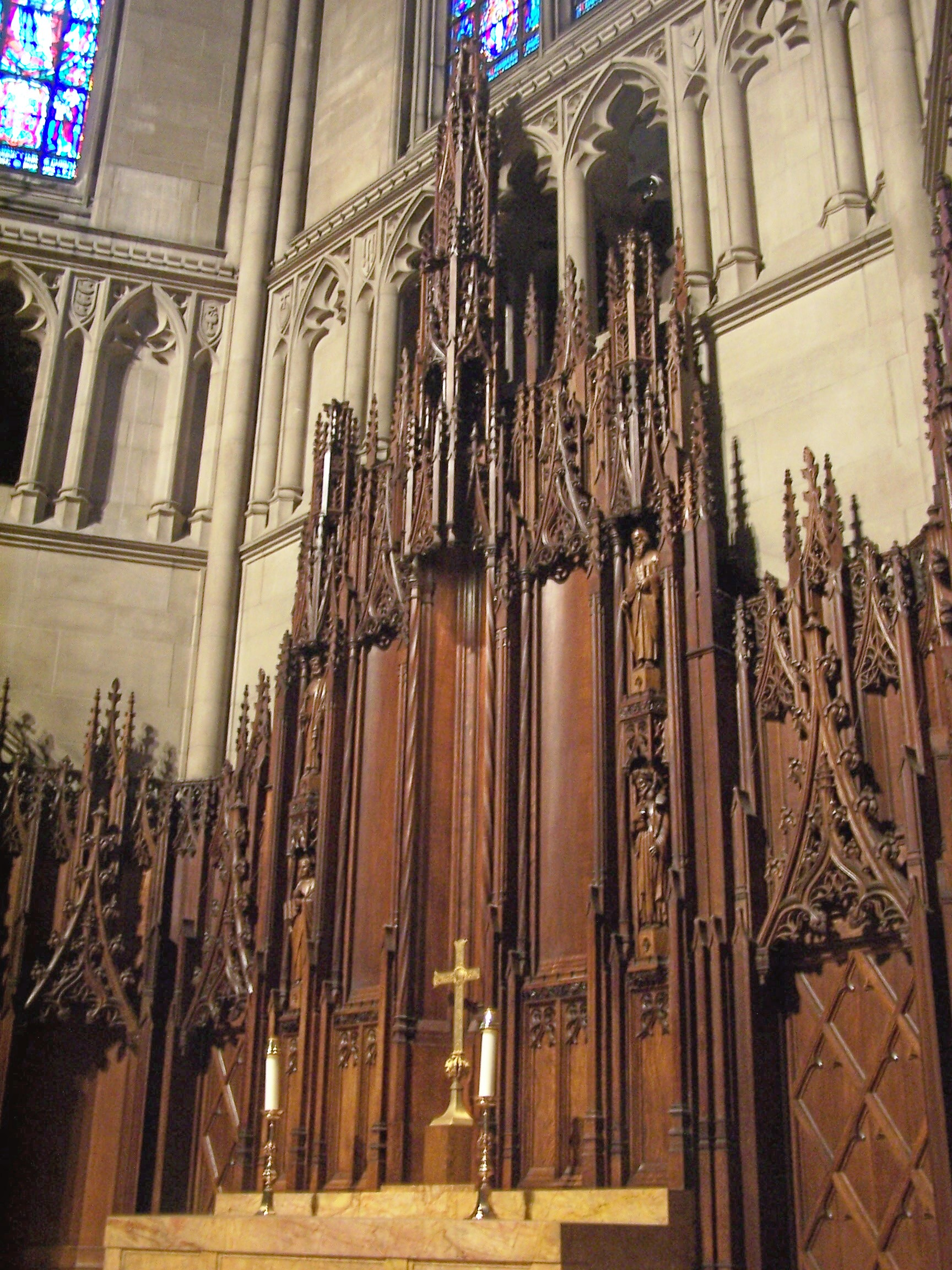
Retábulos da Capela Heinz

Nas encrespadas dos grandes arcos da travessia do transepto, oito grandes escudos representam as oito bem-aventuranças dadas no Sermão da Montanha.

#### Escudos da  janela do corredor
Escudos do corredor norte - símbolos dos doutores do ocidental, ou da igreja Latina.
Escudos do corredor sul - símbolos dos doutores da igreja oriental, ou grega.

#### Escudos de clerestórios
Na base das janelas do clero, entre os pequenos arcos da galeria trifório, catorze escudos que representam as sete artes liberais e os sete ofícios e ofícios medievais.

#### Escudos Nártex
Na base das janelas Nártex há doze escudos que refletem o tema de cada janela.

### Trabalho de madeira e ferro
Toda a madeira visível da capela é de carvalho, incluindo as portas de entrada, cada uma com 800 libras. Os retábulos, barracas de coro, trilhos de coroas, púlpito, púlpito e tela de nártex são de carvalho inglês. Os bancos e teto nártex são de carvalho da Montanha dos Apalaches. Esculturas de madeira foram feitas por Irving e Casson, AH Davenport Company de Boston . As quatro figuras gravadas nos retângulos representam os santos Pedro, João, o Apóstolo Paulo e Tiago, o Maior . Todo o trabalho em ferro forjado, incluindo as lanternas, ferragens de portas, corrimãos de escadas, cruz de altar e candelabros, foi criado por Samuel Yellin, da Filadélfia . (Yellin também foi responsável por trabalhar na Catedral de Aprendizagem adjacente , incluindo os Portões da Câmara dos Comuns e a maior parte do trabalho de metal nas Salas de Aula de Nacionalidade ).

## As janelas

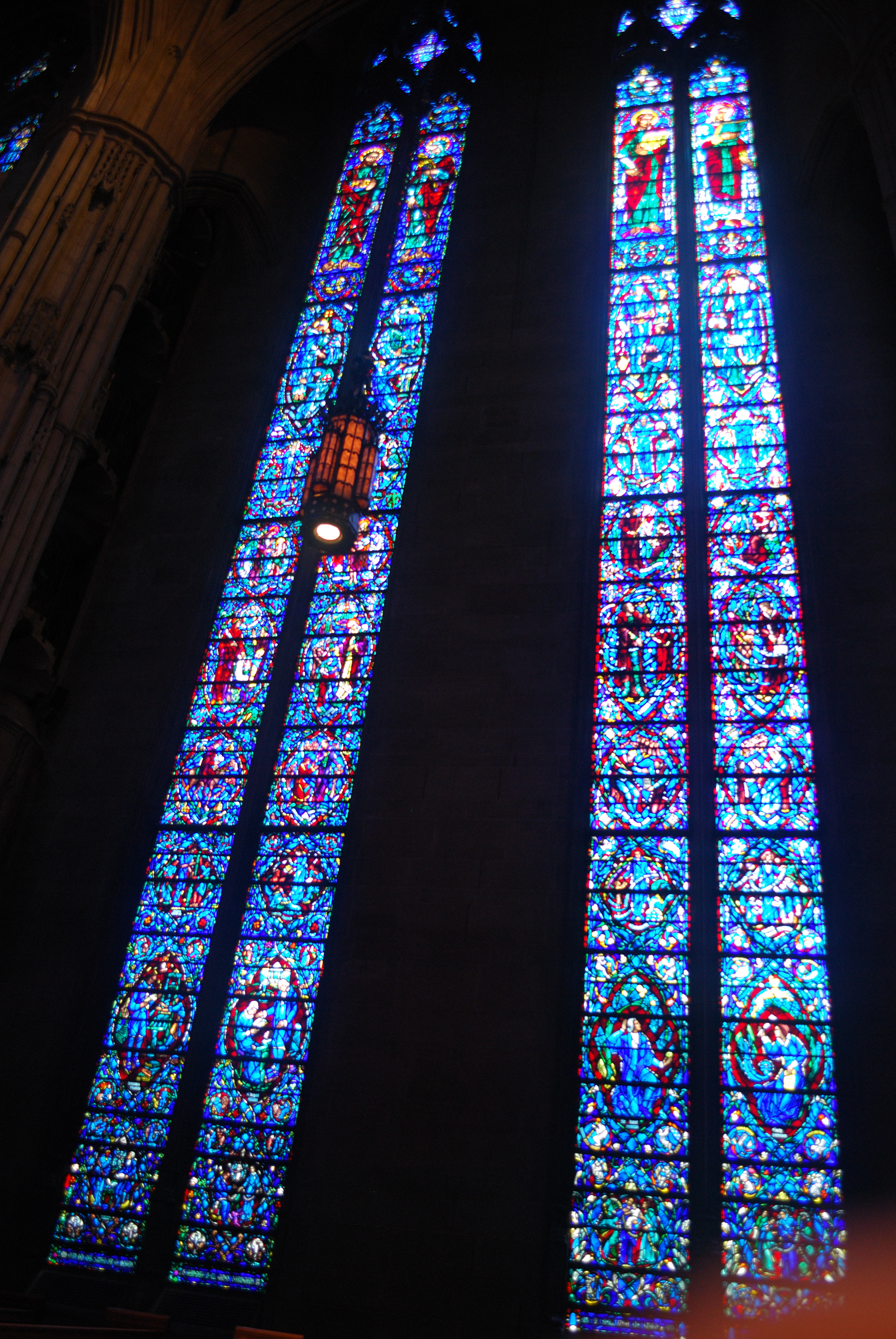
Janelas do transepto sul da Capela do Memorial de Heinz

### Desenhista
As 23 janelas da capela foram projetadas por Charles Connick e criadas em seu estúdio em Boston. As janelas totalizam aproximadamente 4 000 pés quadrados (370 m2) e contém cerca de 250.000 peças de vidro. Há 391 pessoas identificáveis nas janelas, um grande elenco de apoio de indivíduos anônimos e uma extensa variedade de flora e fauna.
Connick foi um artista uma vez na equipe do Pittsburgh Press e autor de aventuras em luz e cor, um trabalho que ele modestamente subtitulado uma introdução ao artesanato de vitral. O Sr. Connick também tem janelas nas catedrais de St. Patrick e St. John the Divine em Nova York, na Capela da Universidade de Princeton, na Igreja Americana em Paris e na Igreja Presbiteriana Episcopal do Calvário e da Liberdade Oriental em Pittsburgh. A Capela Memorial Heinz tem a distinção de ter todas as suas janelas pelo Sr. Connick, uma prática incomum na maioria das igrejas que preferem representar em seus santuários tantos tipos de arte em vitrais quanto possível. No entanto, porque na Capela Heinz todas as janelas podem ser vistas de uma só vez, e porque o Sr. Connick começou a trabalhar tão de perto com aqueles que planejam a capela, e foi tão respeitado como um trabalhador em vitrais, ele logo foi contratado para projetar todas as janelas na Capela Heinz.

### Elementos de design
Assim como na linguagem das esculturas de pedra, foram usados símbolos no lugar das palavras, foi estabelecida uma linguagem de cor na qual as próprias cores tinham significados e valores. Em sua Divina Comédia, Dante estabeleceu as tradições desse simbolismo, e Connick usou essa linguagem na Capela Heinz para expressar emoções além do alcance das palavras.
- Vermelho - a cor ativa morna; sugerindo devoção apaixonada, amor divino, auto-sacrifício, heroísmo e valor.
- Azul - a fresca cor contemplativa ecoando a luz do céu; simbólico da sabedoria divina, meditação profunda, lealdade duradoura, eternidade.
- Branco - realização espiritual, tesouro no céu.

E em combinação:
- Ouro - amarelo fundindo-se em marrom, transformando-se em ouro, simbolizando os tesouros da terra; recompensa.
- Verde - une a sabedoria do azul com a riqueza do ouro; esperança e vitória, felicidade e alegria; primavera, juventude.
- Violeta - une a sabedoria do azul com o amor do vermelho; justiça, humildade, realeza.

Enquanto o tema dominante da capela é a caridade, como declarado pela janela da Caridade, centralizada acima da capela-mor, o azul é a cor mais proeminente usada nas janelas, devido às exigências da arte do vitral. "O azul é a própria luz", disse Connick, e ele considerou a cor mais valiosa e bonita em vitrais.

### Janelas de coro

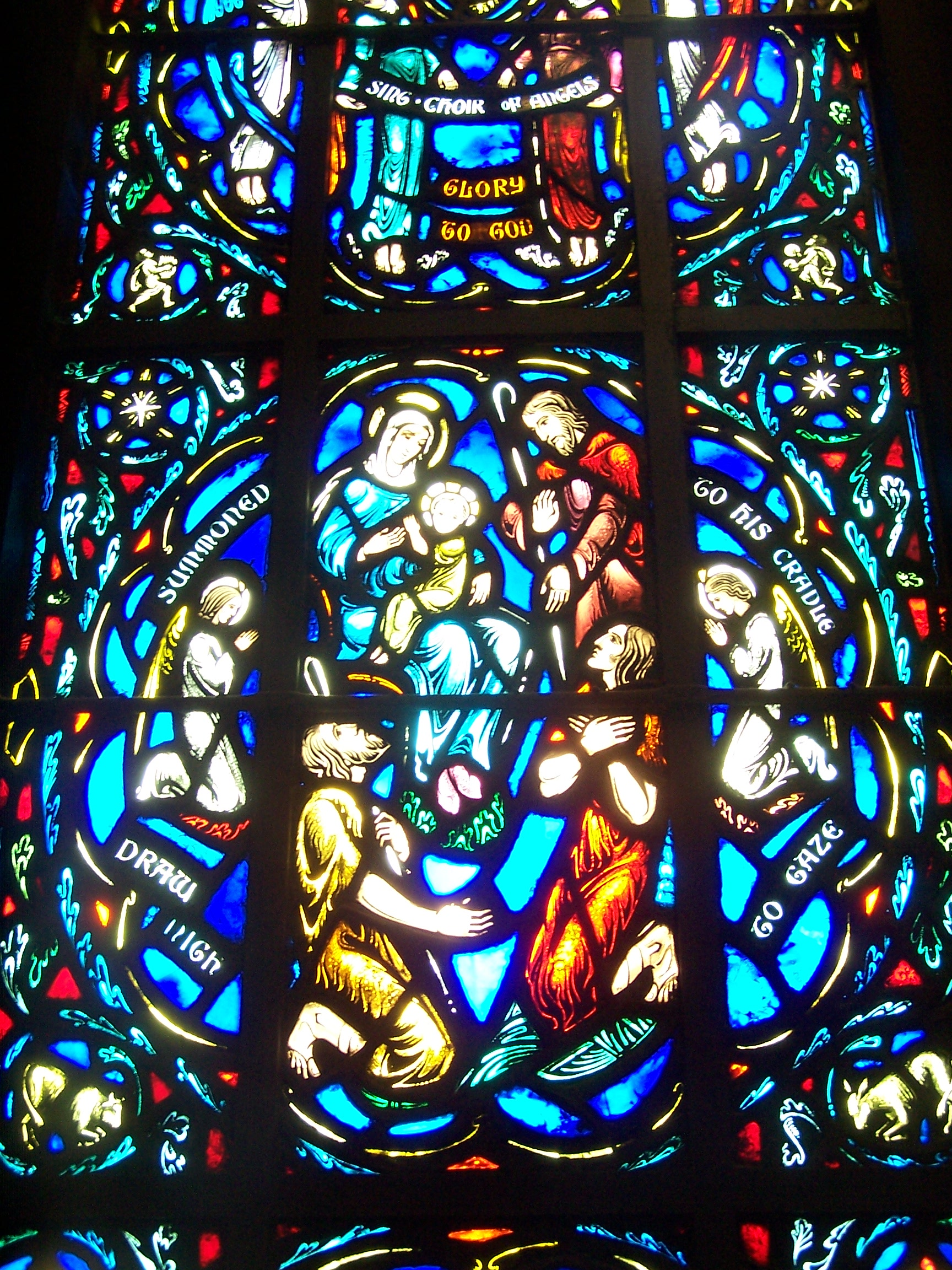
Cena da natividade

As cinco janelas da capela-mor representam as virtudes da justiça, fé, caridade, esperança e sabedoria. Estes apresentam atos de Jesus e personagens do Antigo e do Novo Testamento. Essas janelas são complementadas de cada lado por janelas menores sobre as bancas do coro que celebram a música e reconhecem sua importância no culto.
O tema de cada janela é desenvolvido através do uso de símbolos relacionados à Árvore da Vida. O símbolo do amor, a rosa, aparece na Janela da Caridade; a figueira simboliza a fé; a romã, Esperança; a videira, Justiça; e os Doze Frutos Dourados da Árvore da Vida, Sabedoria.

### Janelas transepto
Os 73 pés (22 m) de janelas altas de transepto estão entre os mais altos vitrais do mundo e representam temperança, verdade, tolerância e coragem. Um número igual de homens e mulheres é representado nessas janelas, o que é incomum, pois a ênfase igual nas contribuições de ambos os sexos não era típica do período de sua criação. Há uma tremenda variedade de indivíduos retratados nessas janelas tiradas da religião e de todos os aspectos da história secular, música, ciência, filosofia, poesia e literatura. Figuras seculares variam de Beethoven e Bach a Clara Barton; de Da Vinci a Daniel Boone; de Carlos Magno para Chaucer para Confúcio; de Emily Dickinson para Keats para Sir Isaac Newton ; formar Napoleão para Ben Franklin e George Washington; de Rousseau a Shakespeare a Florence Nightingale; de Pocahontas a Pasteur e Edgar Allan Poe; de Tennyson a Thoreau, e uma miríade entre eles, incluindo Johnny Appleseed.

### Janelas de clerestório
As quatro janelas do clerestório, bem acima dos corredores, apresentam grandes mestres e intérpretes do pensamento cristão. As três janelas da galeria no extremo oeste da capela representam três grandes obras literárias cristãs:
- O Cântico do Sol de São Francisco de Assis Também chamado de Janela Louvor e Ação de Graças, a janela esquerda do nártex preserva em vitrais o Cântico do Sol de São Francisco de Assis. O cântico é retratado na série de medalhões e formas, articulados por estrelas, pássaros, peixes e chamas flutuantes. As grandes figuras de travessia são Irmão Sol e Irmã Lua, abaixo do qual estão personificações dos quatro elementos - Ar, Água, Fogo, Terra. Os pequenos desenhos de medalhão estão relacionados com a vida de São Francisco. A peça de rendilhado central contém a figura de Deus como o Criador Divino.
- Progresso do Peregrino de John Bunyan A janela central de Narthex apresenta o Progresso do Peregrino alegórico de John Bunyan, simbolicamente traçando a jornada do peregrino de formas angulares na base da janela até o fruto explosivo da Árvore da Vida em seu topo. As figuras dominantes de Christian e Hopeful superam as lancetas. A peça de rendilhado central apresenta a Nova Jerusalém, com Enoque, Moisés e Elias recebendo o Peregrino no final da jornada.
- A busca do Santo Graal de Le Morte d'Arthur, de Sir Thomas Malory . Também chamada de Janela do Santo Graal, a janela direita do nártex traça a história da busca pelo Santo Graal conforme contada em Le Morte d'Arthur, de Sir Thomas Malory. Sir Galahad e a irmã de Sir Percivale são as figuras dominantes que superam as lancetas. As formas crescentes muitas vezes tomam a forma de lírios, símbolos da Pureza. Nos cantos são desenhos de leões heráldicos (símbolos da coragem), unicórnios (símbolos da virgindade) e serpentes e dragões (pecaminosidade e o poder do mal), sugerindo os ideais de Cavalaria e as tentações que assediam os buscadores. A peça de rendilhado central apresenta a Visão do Graal no final da pesquisa.

## O órgão

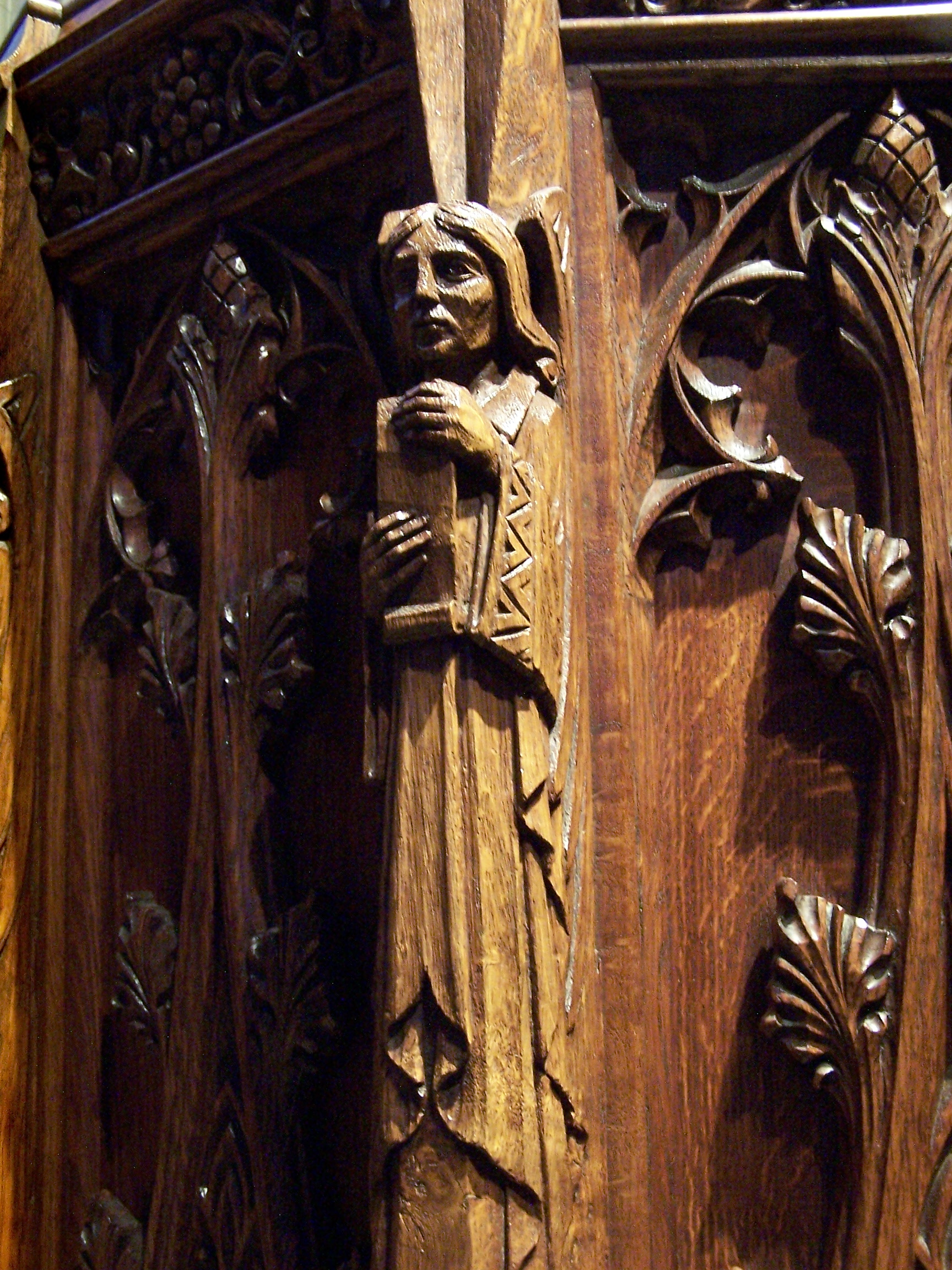
Detalhe do púlpito

### Instrumento original
O órgão da capela era originalmente um órgão de tubos de quatro Aeolian-Skinner com 3,770 tubos.
Os tubos de órgão variam em tamanho, desde o tamanho de um lápis até caixas de madeira de dois pés quadrados. O console em si estava em um recanto afundado à direita da capela-mor e os canos estavam escondidos atrás da galeria Chancel triforium e o pano eclesiástico dourado e azul acima da galeria.

### Instrumento atualizado
Na década de 1960, o tecido foi gradualmente removido, estava se deteriorando, teve um efeito prejudicial no som do órgão e apresentou um risco de incêndio. Por esta altura, o órgão estava seriamente necessitado de atenção e em 1969 foi iniciado o trabalho de instalação de um novo instrumento pela MP Möller Company. Isso incluiu a adição de um pequeno Console da Galeria, que poderia ser usado para reproduzir apenas os canos na Galeria traseira, útil para duetos ou se o instrumento principal exigisse serviço de emergência.
O novo instrumento de Moller foi dedicado em 21 de março de 1971 pelo Organista Universitário, Dr. Robert S. Lord e pelo Dr. Russell G. Wichmann, organista do Chatham College. Este instrumento tinha aproximadamente 3.954 tubos e 82 paradas e 70 postos (sons únicos). A Heinz Endowments financiou esta compra.
O órgão foi grandemente aprimorado com a adição de três fileiras eletrônicas de 32 'pela Allen Organ Company em janeiro de 1989, sob a supervisão do Dr. Lord, possibilitada por uma doação das dotações da Heinz. Isso permitiu que o órgão produzisse sons graves profundos e ressonantes. Foi um dos primeiros usos de sons eletrônicos para melhorar um órgão de tubos existente.

### Instrumento atual
No início dos anos 90, o Möller tornou-se cada vez menos confiável e foi considerado necessário realizar um grande trabalho no instrumento. Isso coincidiu com o trabalho feito em 1994 para tornar a capela acessível para pessoas com deficiências físicas. A Reuter Organ Company foi contratada para fazer este trabalho.
O renovado instrumento Reuter foi dedicado em concerto em 24 de setembro de 1995. Recriada em 1994-95 pela Reuter Organ Co., representa uma tendência na construção de órgãos americanos para reutilizar materiais existentes de uma maneira ambientalmente amigável e musicalmente sólida. O console Chancel possui três manuais (teclados) e pedaleira que controlam todos os 4.272 tubos (73 postos) e três pedais eletrônicos de 32 '. Para concertos, este console pode ser movido para a frente da capela-mor, à vista do público. Um segundo console (dois manuais e pedal) localizado na galeria traseira controla os tubos localizados nas alcovas adjacentes à galeria. O console principal também tem acesso aos tubos traseiros da galeria. Enquanto a maioria dos tubos principais de órgãos estão localizados ao redor da capela-mor da frente, uma parada "tuba" (trombeta) imponente está localizada a 90 pés (27 m) acima em uma câmara de teto.
Uma história completa do órgão está disponível no Docent Guide for the Organ na Heinz Chapel, cuja primeira edição foi preparada em 2003 por Jon J. Danzak. Uma cópia do livro, bem como dois CDs, foram colocados em depósito na Biblioteca de Música da Universidade de Pittsburgh pelo Dr. Robert S. Lord (Professor Emérito), que atuou como organista da Universidade por mais de 40 anos.
Estas são as especificações do Reuter Opus 2176.